# (300014) 2006 UG73
(300014) 2006 UG73 es un asteroide perteneciente al cinturón de asteroides, descubierto el 17 de octubre de 2006 por el equipo del Spacewatch desde el Observatorio Nacional de Kitt Peak, Arizona, Estados Unidos.

## Designación y nombre
Designado provisionalmente como 2006 UG73.

## Características orbitales
2006 UG73 está situado a una distancia media del Sol de 3,020 ua, pudiendo alejarse hasta 3,208 ua y acercarse hasta 2,833 ua. Su excentricidad es 0,062 y la inclinación orbital 10,56 grados. Emplea 1917,82 días en completar una órbita alrededor del Sol.

## Características físicas
La magnitud absoluta de 2006 UG73 es 16,3.